# 人群冲浪

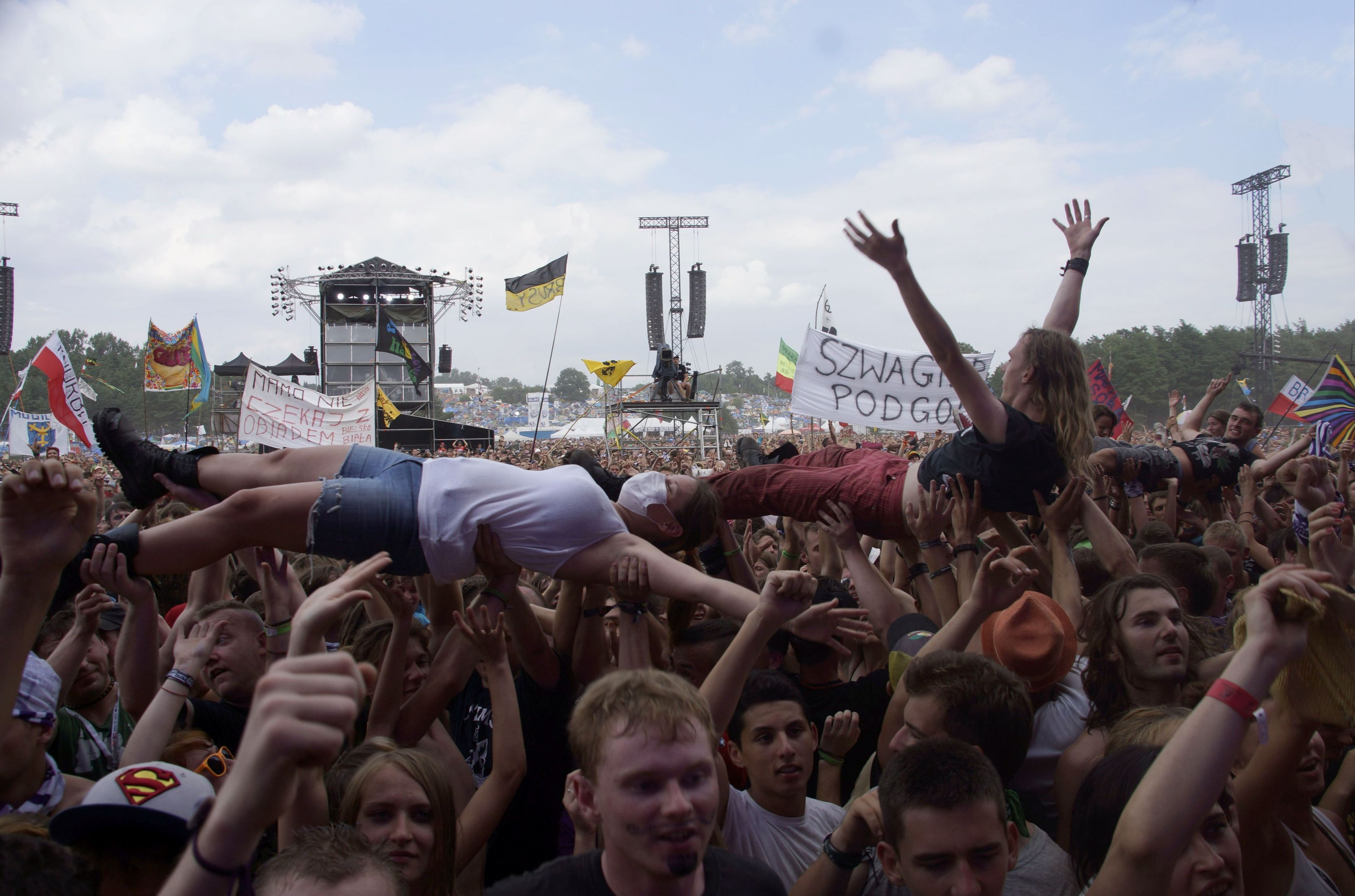
2013年度的波蘭胡士托音樂藝術節上，兩位「衝浪者」被現場其他聽眾高高抬起

人群冲浪（英語：Crowd surfing）亦稱人体冲浪（Body surfing）、跳水，是指一个人从一个又一个人的头上通过（常在音乐会期间），从一个地点把那个人转移到会场另一个地方。“人群冲浪者”从每一个人的头上通过，每一个人也都用手支撐那个人的体重。在大多数音乐会和音乐节，人群冲浪者将借助人群冲浪到舞台前的栏杆，他們在那裡進行冲浪，把自己的脚放在安保人员身上。 然后，他们将被送回栏杆一端的侧面或后面的人群中，或被驱逐出会场(取决于政策强制)。
人群冲浪通常只发生于观众前方人群密集，足够支撑人的身体的地方。它在 重金属音乐、朋克、摇滚、锐舞和独立音乐音乐会中极受欢迎。
为了在能每一个人头上面经过，一个人会被托起，其中一个人和另一个人相互配合从人们头上发射，或者他们会进行舞台潜水。
这也有可能发生在不情愿的参与者身上，他们在惊讶中被人举起，在这种情况下，那些参与者也可能被驱逐。

## 起源

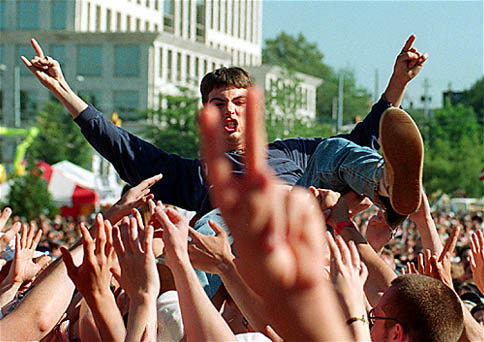
音乐中城节上的人群冲浪者，亚特兰大，1997

伊基·波普可能于1970年辛辛那提夏季流行音乐节（仲夏摇滚音乐节）上发明了人群冲浪。布鲁斯·斯普林斯廷1980年代出现在第一个视频记录的人群冲浪中，其时他在亚利桑那州立大学的摇滚音乐会现场表演“第十大道冻结”。据报道，在1980年代早期彼得·盖布瑞尔在表演游戏无界时掉进“十字形的”观众中绕场，完成了人群冲浪。  在1982年，其后的一次旅途中，盖布瑞尔在“把你的手给我”的表演中又进行了一次人群冲浪。他在1983年的专辑《游戏人生》后面的封套， 也就是1982年盖布瑞尔的经历的记录，其中有一张他人群冲浪的照片尤为突出，虽然图像已经被旋转90度，让盖布瑞尔看起来是站着的。
“伊基·波普跳进我前面的观众，”盖布瑞尔向马克·布莱克解释说，“但他没有做躺在手中还有绕场什么的事情。 我有了一个来自一个依赖治疗组，掉入后场，相信后面的人会接住你的游戏的主意。我总是对弥合表演者与观众的隔阂很感兴趣。一次在芝加哥的露天表演中我被绕了场，而回到舞台，我脱掉了我除了内裤外的每一件衣服。有一把刀正好能做这件事情，而部分的你那时正在祈祷你能整个儿地返回舞台。”
第一个正式发布的盖布瑞尔人群冲浪的官方视频是《POV》，一份于1990年发布的，由马丁·斯科塞斯制作的一份音乐会视频。当比利·乔尔在他的1987年访苏音乐会上人群冲浪时，队友凯文·杜克斯说那就像是“彼得·盖布瑞尔掉下来”。

## 安全

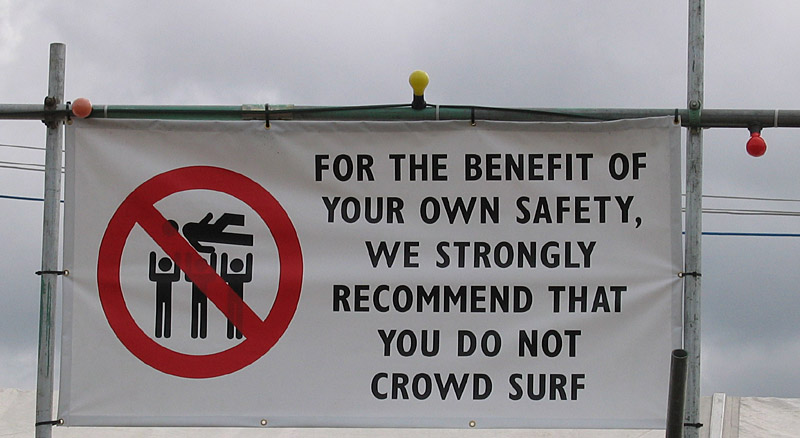
2004年瑞丁音乐节上的标志，要求不要做“拥挤冲浪”(crowd surf)

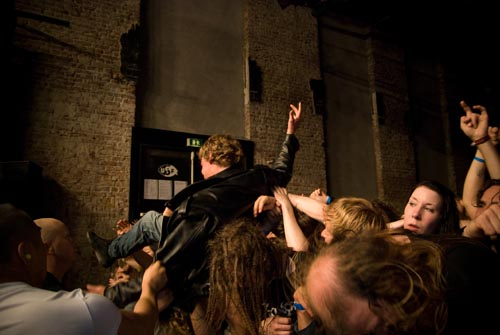
人群冲浪，Hole In The Sky，卑尔根金属音乐节。2007

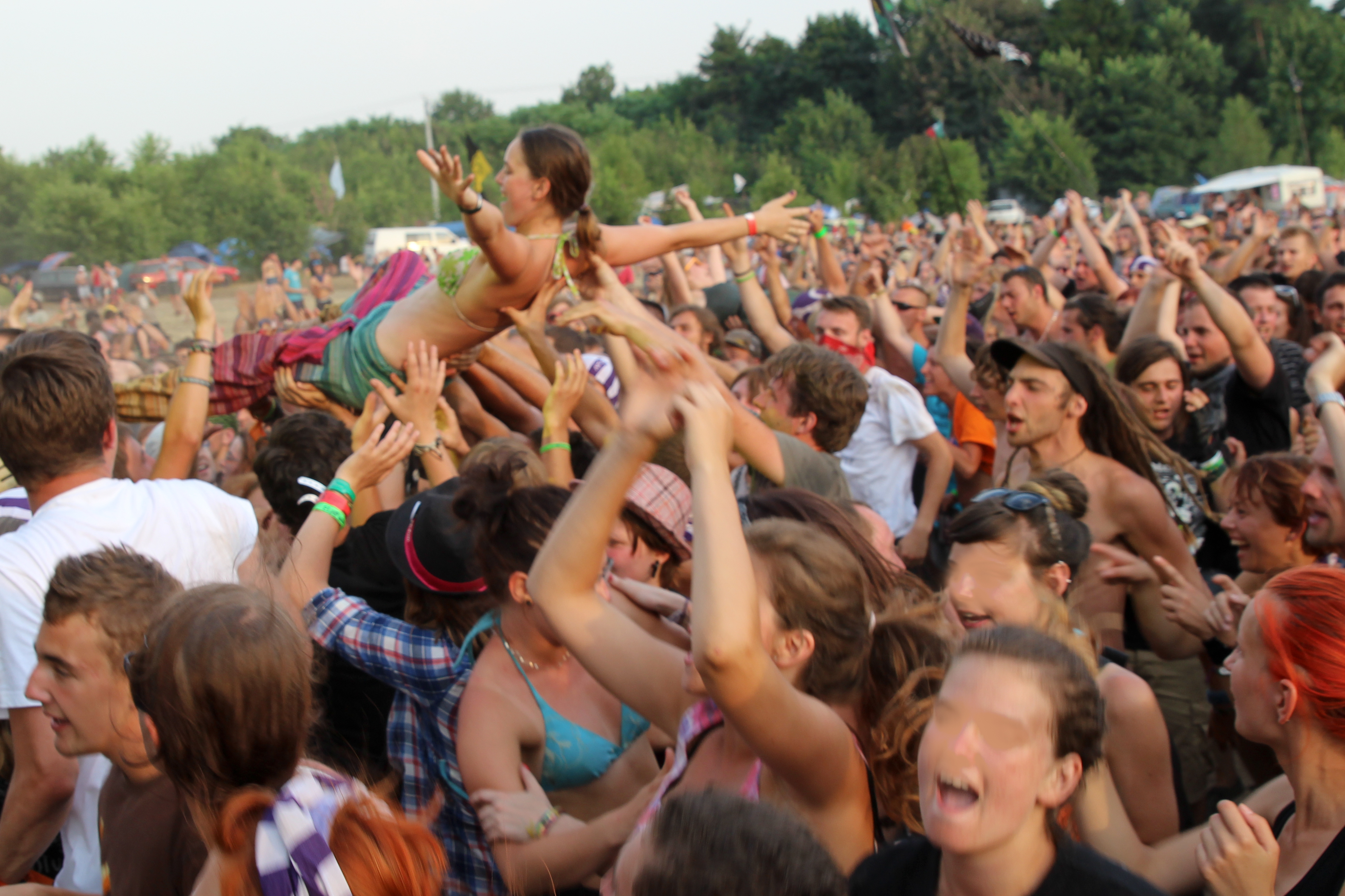
人群冲浪，波蘭胡士托音樂藝術節 2013

理论上说，人群冲浪作为非法行为，在一些国家和顾客可由于参与此类行为被从会场逐出。这经常会写在音乐会或音乐节门票的细则上。
人群冲浪的支持者说，从冲撞的角度上看，音乐会观众应该期待这类行为作为摇滚演出的一部分，而通过站在更接近会场边侧和后侧，他们也能轻易地避免这类行为。他们还说，由人群冲浪引起的严重伤亡是极其罕见的。确实，大多数由人群冲浪引起的伤害只是轻微的挫伤，而这在任何不发生人群冲浪的冲撞中都是会有的。支持者还将争辩，大多数的人群冲浪者是考虑周到的，并且穿着运动鞋之类的软鞋，并避免穿着夹克，以使伤害最小化，而且接住落下来的人是冲撞中的普遍礼节。
在较大的活动，例如节日中，人群冲浪可被用于将个人从人群中送出的手段。有时，个人可能希望离开活动，由于给出的任何理由，但可能有太多人把别人带进来了（会很挤很堵）。因此，一些人借用人群冲浪作为一种离开的手段。人群冲浪可被用于伤者或病员迅速寻求医疗帮助。一个在巨大而又闷热的室外夏季音乐节失去清醒意识的人可以借由被运送到安全地带在一分钟内获得医疗帮助。那些面对着舞台的人往往不知道人群冲浪者的头正朝向他，观众中有人被击中甚或是后脑勺被打到也并非鲜见。人群冲浪的反对者拒绝这些诉求，声称这对人群冲浪者并不适用，舞台潜水者和冲撞者在对观众最有吸引力的地方（直接在舞台面前）暴力威胁（偶然的）迫使不想受伤的人们站到后面或者边上，那些较不吸引人的地方。反对者论证说，所有的游客为入场支付了相同的价钱，并且享有不带着面部被击中且不会被人群冲浪者碾碎的风险体验音乐会的权利。
人群冲浪者也可能冒着个人物品，如钱包或移动电话被盗的风险。

## 人群冲浪纪事
一场表演中最大数量人群冲浪世界纪录保持者是2009年瑞丁音乐节上一支混风乐队在他们表演期间创下的。Enter Shikari为此支持音乐和鼓励，当保安安全地抓住他们并把他们重新送到边门外的人群中时。要获得世界纪录，人群冲浪者必须“冲浪”过栅栏才能被分作有效通过。
人群冲浪首次扩展到古典音乐情景，是在2014年6月在布里斯托尔舞会，一名观众在亨德尔的《弥赛亚》表演时接受了指挥跟着音乐的节奏“拍手高呼”的邀请后由于人群冲浪的过火尝试被其他观众驱逐出场。